# Арчибальд Мензис
Арчибальд Мензис (Ми́нгис; англ. Archibald Menzies /ˈmɪŋɨs/, 15 березня 1754 — 15 лютого 1842) — британський (шотландський) біолог, ботанік, лікар, хірург, доктор медицини, художник та морський офіцер.

## Біографія
Арчибальд Мензис народився 15 березня 1754 року.
Він вивчав ботаніку та медицину у Единбурзі.
Мензис служив у Королівському флоті, в основному у Вест-Індії, до 1802 року, коли він був змушений піти у відставку через астму.
Після відставки він займався медичною практикою у Лондоні. Мензиса дуже поважали науковці-натуралисти, зокрема, за його знання мохів та папоротників. У 1799 році він здобув науковий ступінь доктора медицини. У 1826 році Мензис вийшов на пенсію.
Арчибальд Мензис помер 15 лютого 1842 року. Похований на кладовищі Кенсал-Грін у Лондоні.

## Вшанування
На честь вченого було названо вид Pseudotsuga menziesii (Mirb.) Franco — Псевдотсуга Мензиса.

## Наукова діяльність
Арчибальд Мензис спеціалізувався на папоротеподібних, Мохоподібних та на насіннєвих рослин.

## Наукові праці
- Hawaii Nei 128 years ago. 1920 (postum erschienen).